# Székelyföld építészete
Székelyföld építészete vagy a székely építészet a magyar építészet szerves része.

## Hagyományos ház
Eredetileg tisztán fából építették a székely házat, de a kőház is gyakorivá vált. Alaprajza hosszúkás derékszögű négyszög, melynek keskeny oldala az utca vonalában fekszik. A faház fala egymásra rakott hengeres v. négyszögesre nagyolt gerendákból áll, melyeket a sarkon átlapolással kötnek össze. A nyílások sasfáiba becsapolják a gerendákat. A gerendafalat sárral vagy vakolattal tapasztották be. A tető kontyfödél-, néha csonka kontyfödél-alakú; nyereg-alakú tető nem fordul elő. Az alapfalak kevés terméskőből készültek.
Az utca felől kis előkert, az udvar kerítésén pedig a rendkívül jellegzetes székelykapu csaknem kivétel nélkül megvolt. A háznak udvar felőli hosszoldalán 1,20-1,50 méter széles tornác van, melyet a nagy tető eresze átföd és amelynek különös díszét az egy gerendából szépen faragott karcsú faoszlopok képezik. A tornác előkert felőli részét kivágott deszkaráccsal zárják el, miáltal az eresz elzárt és mégis szellős előcsarnokká válik. Ide nyílnak a szobák és kamra ajtói. A hagyományos székely háznak keleti eredete kétségtelen.
Belső beosztására nézve jellemző az elrekesztett hálófülke, melyet két méteres, ajtó nélküli nyílás köt össze a szobával. A fülkével szemben volt a cserépkályha, melynek tüzelőjén «korlátfa» van az üst vagy bogrács tűz fölé függesztése céljából. Asztalok, padok, pohárszékek egészítették ki a bútorzatot.

## Székelykapu

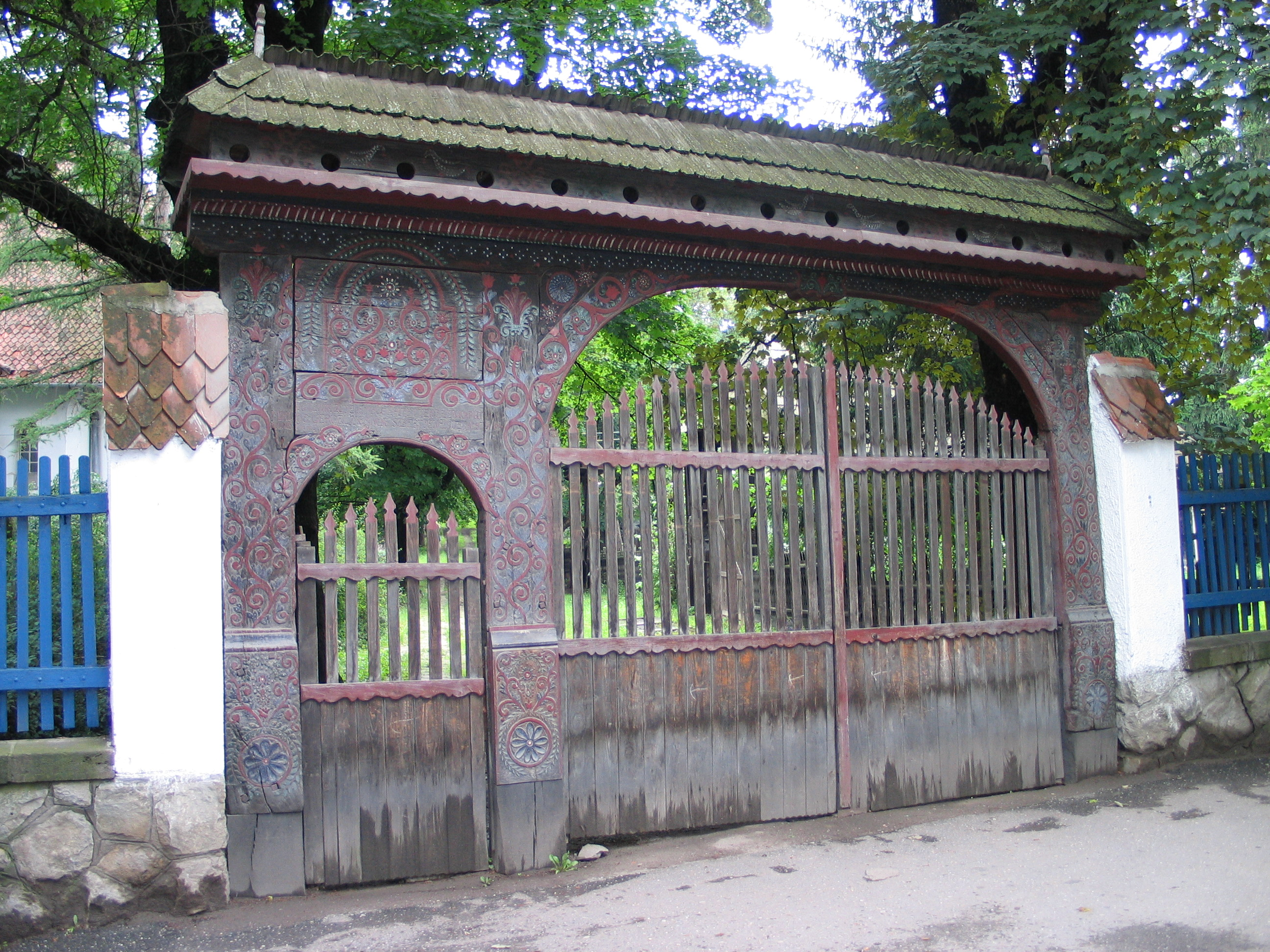
Székelykapu Sepsiszentgyörgyön

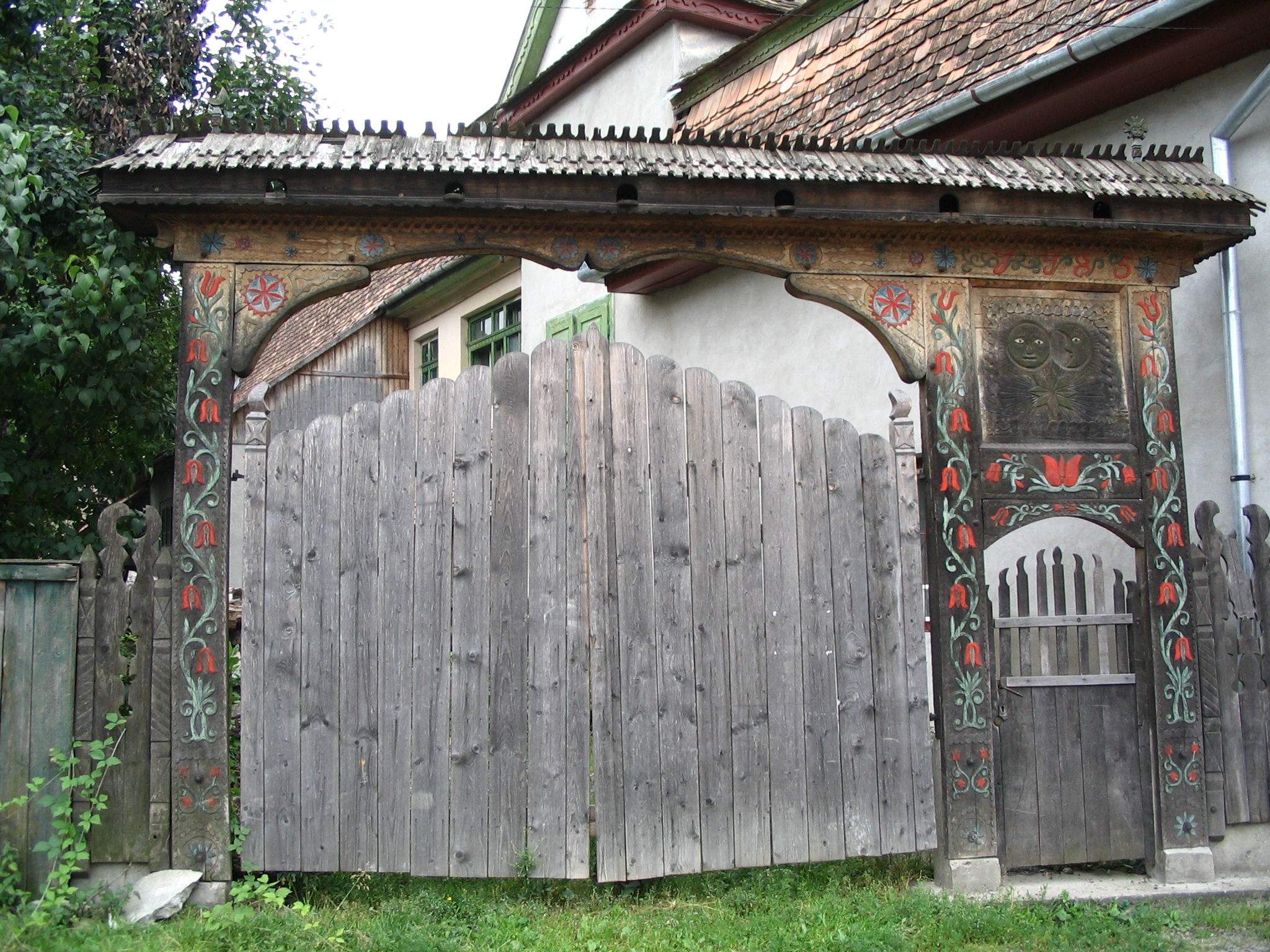
Székelykapu Parajdon

A székelykapuk fából készített, gazdag faragású, esetleg festésű műremek. Anyagát tekintve fából készül, mivel Székelyföld hegyes vidéken fekszik és gazdag erdőkben. Két részből áll, kis- és nagykapuból. Ha az utcaajtót és a nagy kaput közös szemöldökgerenda fogja össze és az a szénásszekerekhez mért magasságúvá emelkedik és közös tetővel látják el; ezt nevezzük nagykapunak, más szóval székelykapunak, pontosabban fedeles nagykapunak. A kiskapu általában ugyanolyan magasságúra emelik, így annak mérete nem változik, teteje viszont jó alkalmat nyújt a díszítésre.
A faragás a legelterjedtebb diszítése, de a 18. századtól festése sem ritka. A faragás minden arra alkalmas felületen (kontyfa, kötés) megjelenik, de kibontakozni mégis a kiskapu feletti négyszög alakú táblán, a "koronán" tud. Ezt a helyet egyébként a Kis-Küküllő völgyében "kiskapuföle tornácának" nevezik. Ide, a kapu koronájára, betétjére került a magyar koszorús címer, vagy Erdély címere, ezek a nagy jelentőséggel bíró jelképek csakis itt, tehát a főhelyen helyezkedtek el. A legszebben faragottak egyébként a háromszéki kapuk. Néhány felirat:
Őseidnek szent hitéhez, nemzetednek gyökeréhez – testvér – ne légy hűtlen soha!
Béke a bejövőre, áldás a kimenőre!
Vándor, ha elfáradsz az élet útján, bizalommal térj be e kapu alatt, ha jó a szándékod, itt szeretet fogad!

## Kopjafa
A kopjafa Székelyföld építészetének egyik kiemelkedő eleme. Más nevei a fejfa, fütül való fa, valamint a gombfa. A temetői sírjelek egyik vállfája. A kopjafa-állítás régi székely szokás. Temetéskor a koporsót két kopján vitték ki a temetőbe, s ezeket a sírhalom két végébe tűzték.

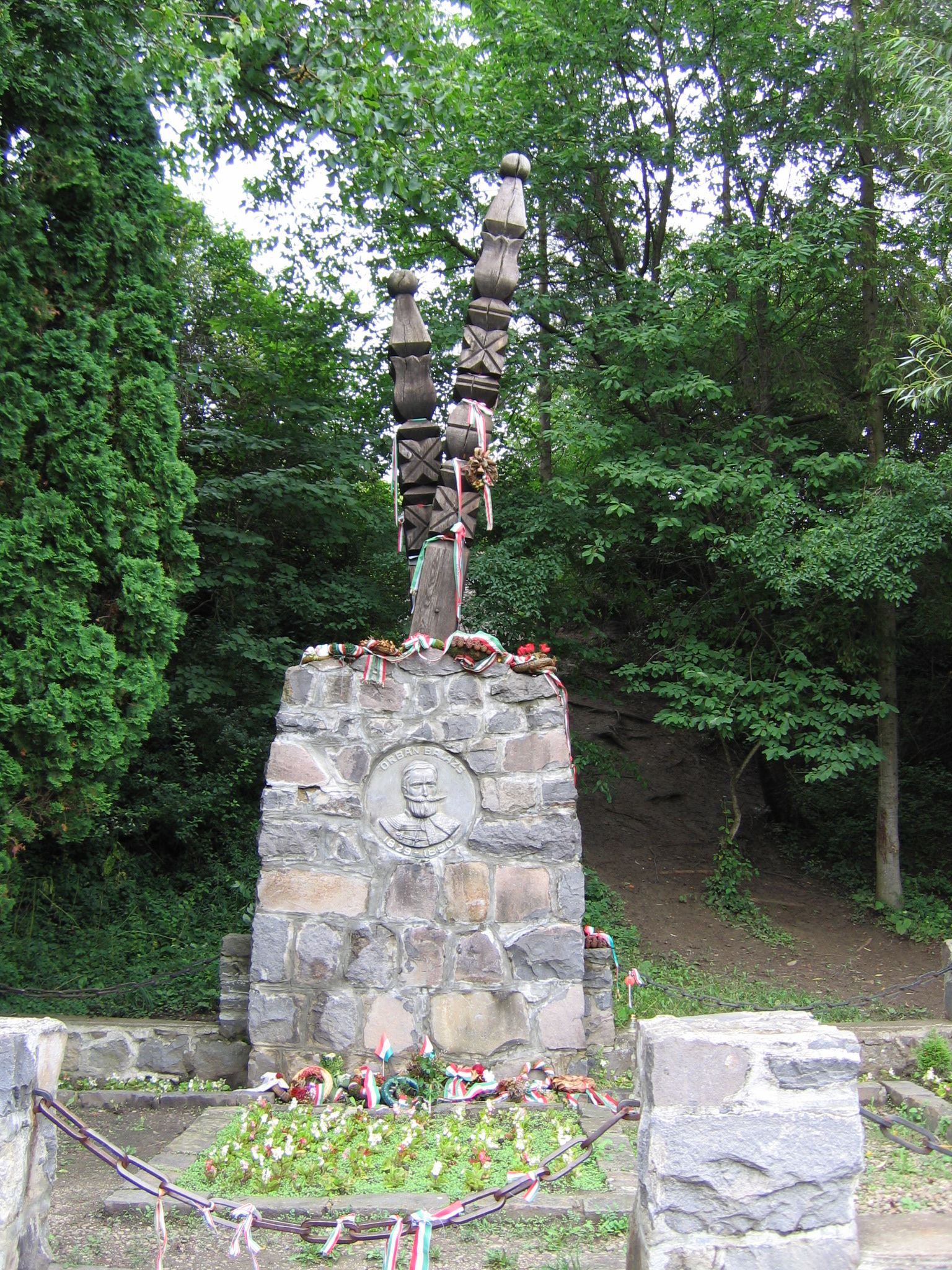
Orbán Balázs sírhelye kopjafákkal Szejkefürdőn
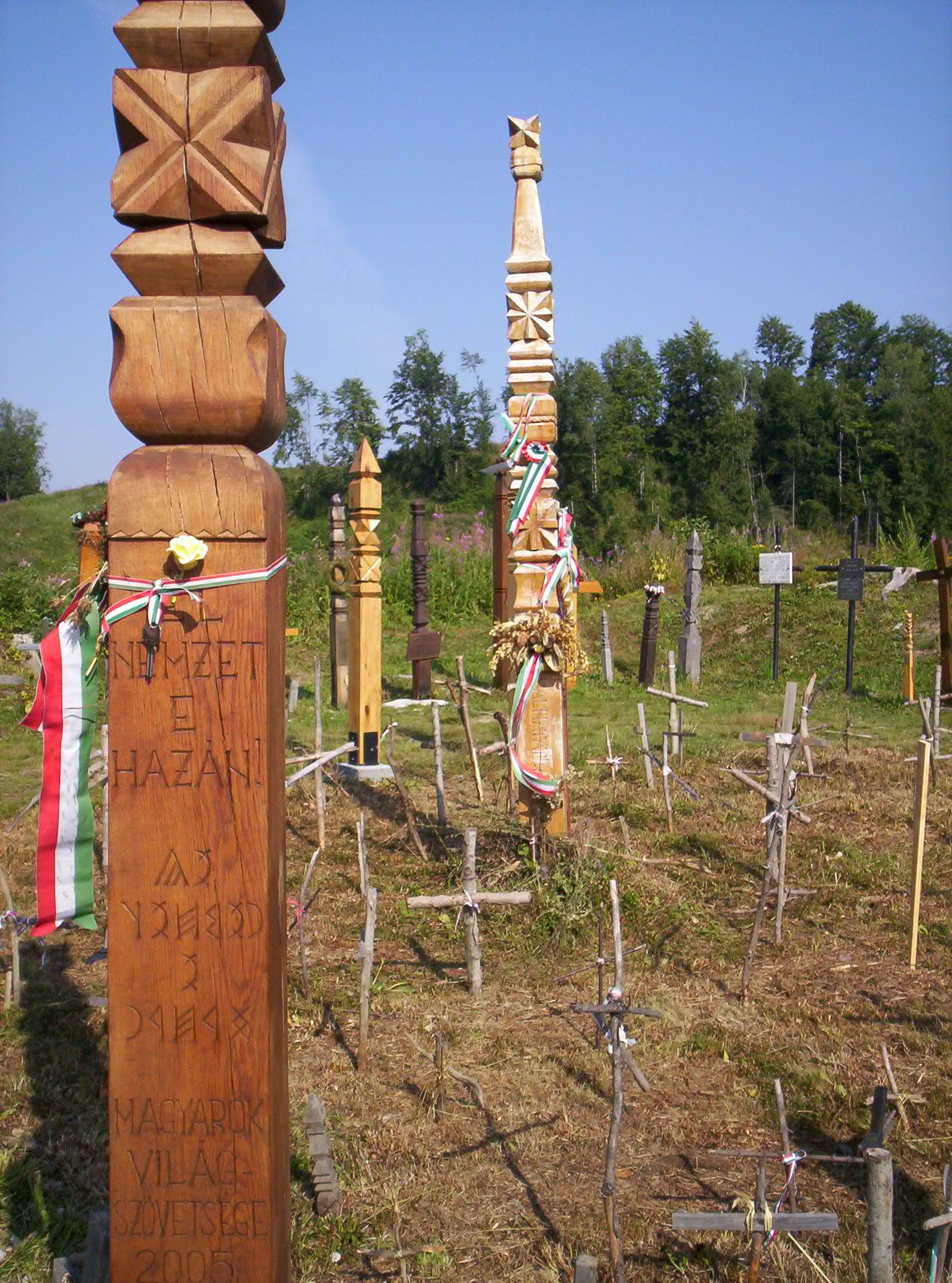
A székely hősök emlékhelye a Nyergestetőn
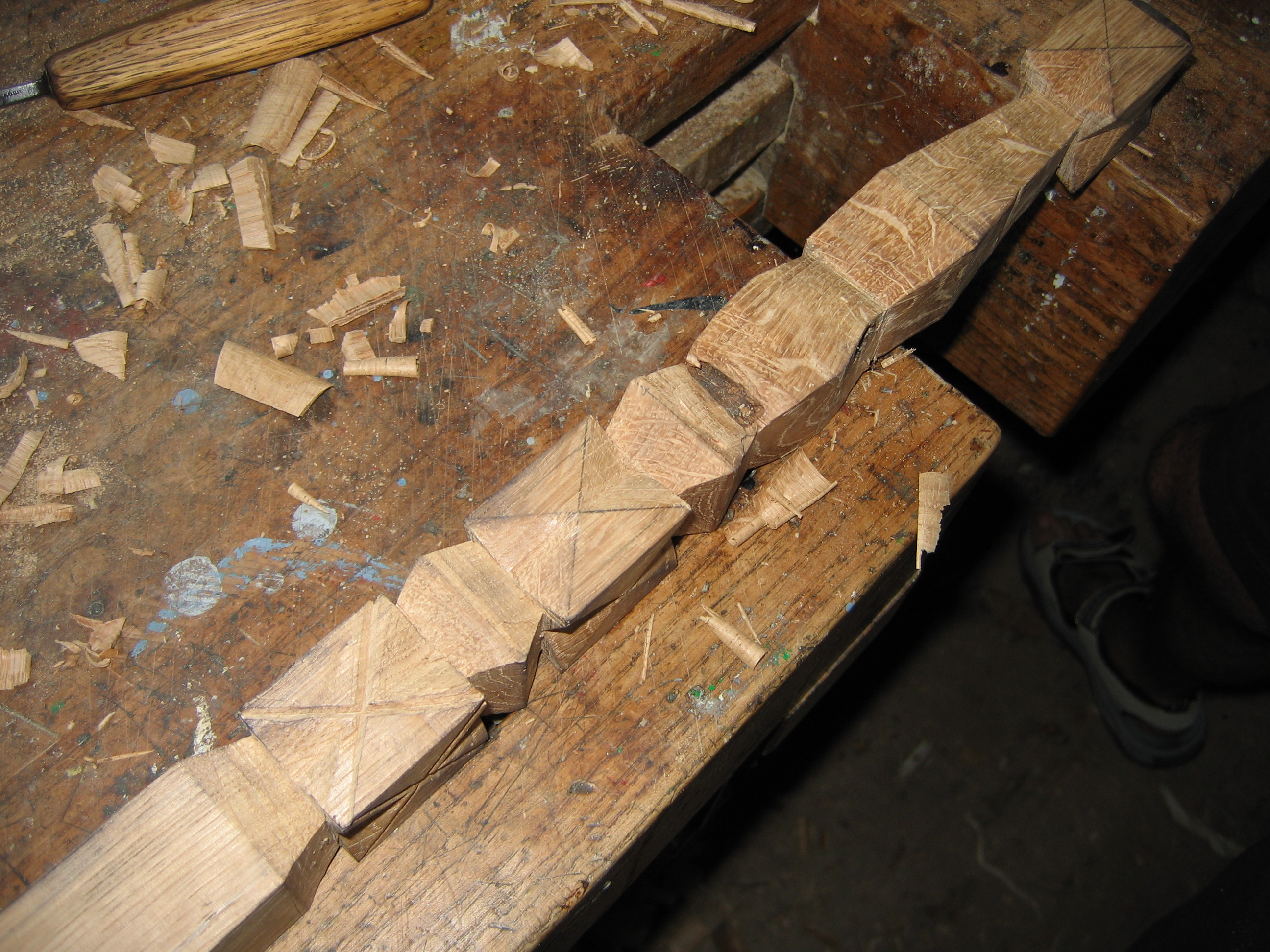
Kopjafakészítés közben